# Brelan (jeu de cartes)
Pour la combinaison formée de trois cartes de même hauteur, voir brelan.
Le brelan (en ancien français berlan ou berlenc) est un jeu de carte français basé sur des paris des joueurs apparu au XVIIe siècle. La bouillotte en est une variante.

## Histoire et étymologie
En ancien français, un brelan, berlan ou berlenc (du haut allemand Bretling signifiant plateau ou table) était une table sur laquelle on pouvait jouer aux dés. Ce n'est qu'au début du XVIIe siècle qu'est apparu le jeu de cartes du même nom.

## Règle du jeu
Le brelan se joue à deux, trois, quatre ou cinq joueurs avec un jeu allant de 20 à 36 cartes. Pour constituer le jeu, on en prend un de 32 cartes auquel on ajoute les six (36 cartes) ou bien on retire les sept (28 cartes) et, si nécessaire, les huit (24 cartes) et les neuf (20 cartes). Le jeu de 20 cartes n'est cependant utilisé que dans la variante appelée bouillotte et encore plus rarement que celui de 24 cartes.
Le nombre de cartes est à convenir au début de la partie,.